# Unterseeboot 529
L'Unterseeboot 529 (ou U-529) est un sous-marin allemand utilisé par la Kriegsmarine pendant la Seconde Guerre mondiale

## Historique
Après sa formation à Stettin dans la 4. Unterseebootsflottille jusqu'au 31 janvier 1943, l'U-529 est affecté à une unité de combat à la base sous-marine de Lorient dans la 10. Unterseebootsflottille.
L'U-529 est porté disparu à partir du 12 février 1943 dans l'Atlantique nord.

À cette époque, il n'y a pas d'explication à cette perte. En mai 1987, la cause de sa destruction est révisée par la FDS/NHD, l'expliquant par l'attaque d'un bombardier britannique Consolidated B-24 Liberator de l'escadrille Sqdn. 120/S. Jusqu'alors, ce bombardement était réputé avoir visé l'U-225.

Les 48 hommes d'équipage meurent dans ce naufrage.

## Affectations successives
- 4. Unterseebootsflottille du 30 septembre 1942 au 31 janvier 1943
- 10. Unterseebootsflottille du 1er février 1943 au 12 février 1943

## Commandement
- Kapitänleutnant Georg-Werner Fraatz du 30 septembre 1942 au 12 février 1943

## Navires coulés
L'U-529 n'a ni coulé, ni endommagé de navire au cours de l'unique patrouille qu'il effectua.

## Sources
- (en) U-529 sur Uboat.net